# متولاکلر
متولاکلر (به انگلیسی: Metolachlor) یک ترکیب شیمیایی با شناسه پاب‌کم ۴۱۶۹ است. شکل ظاهری این ترکیب، مایع بی‌رنگ است.